# Rycerskość gauczów
Rycerskość gauczów (hiszp. Nobleza gaucha) – drugi argentyński film pełnometrażowy. Wyreżyserowany został przez Humberto Cairo, Enrique Ernesto Gunche i Eduardo Martínez de la Pera. Premiera filmu odbyła się w 1915 roku.
Ten niemy film opowiada o młodej wieśniaczce, porwanej przez właściciela ziemskiego i uwięzionej w Buenos Aires. Na ratunek jej przybywa młody gaucho, który zabiera ją do rodzinnej miejscowości. Fabuła Rycerskości gauchów służy podjęciu problemu konfliktu pomiędzy kulturą miejską i wiejską, wartościami rodzimymi i zagranicznymi; problematyka ta pojawiała się również w późniejszych filmach argentyńskich.
Plansze filmu były oparte na utworze Martín Fierro José Hernándeza i Santos Vega Rafaela Obligado.
Budżet Rycerskości gauczów wynosił 20 000 pesos, film przyniósł zyski w wysokości 600 000 pesos.
W filmie zagrali m.in. Arturo Mario, María Padín, Celestino Petray, Orfilia Rico i Julio Scarcella.